# گورستان کیقال
گورستان کیقال مربوط به هزاره اول قبل از میلاد است و در شهرستان ورزقان، بخش مرکزی، دهستان بکرآباد ، روستای کیقال واقع شده و این اثر در تاریخ ۲۳ بهمن ۱۳۸۵ با شمارهٔ ثبت ۱۷۳۴۰ به‌عنوان یکی از آثار ملی ایران به ثبت رسیده است.